# Tanel Padar
Tanel Padar (Haljala, 27 ottobre 1980) è un cantante estone.
È molto conosciuto in Estonia per la vittoria nel 2001 al concorso dell'Eurovision. Padar è diventato famoso vincendo nel 1999 il Kakas takti ette, una competizione biennale trasmessa per televisione per giovani cantanti estoni. Nel 2000 è stato uno dei vocalists di Eda-Ines Etti - che allora era inoltre la sua ragazza - all'Eurovision del 2000
Padar lavora con una band conosciuta con il nome di The Sun ed è attualmente molto popolare in Estonia. Tanel Padar è stato sposato con Katarina Kalda, che è stata una modella, poi si è frequentata con Evely Ventsli. La sorella di Tanel, Gerli Padar, è anch'ella una cantante famosa in Estonia.